# Włodawa
Włodawa este un oraș în Polonia,  situat în apropiere de colțul celor trei frontiere.